# Manfred Lucha

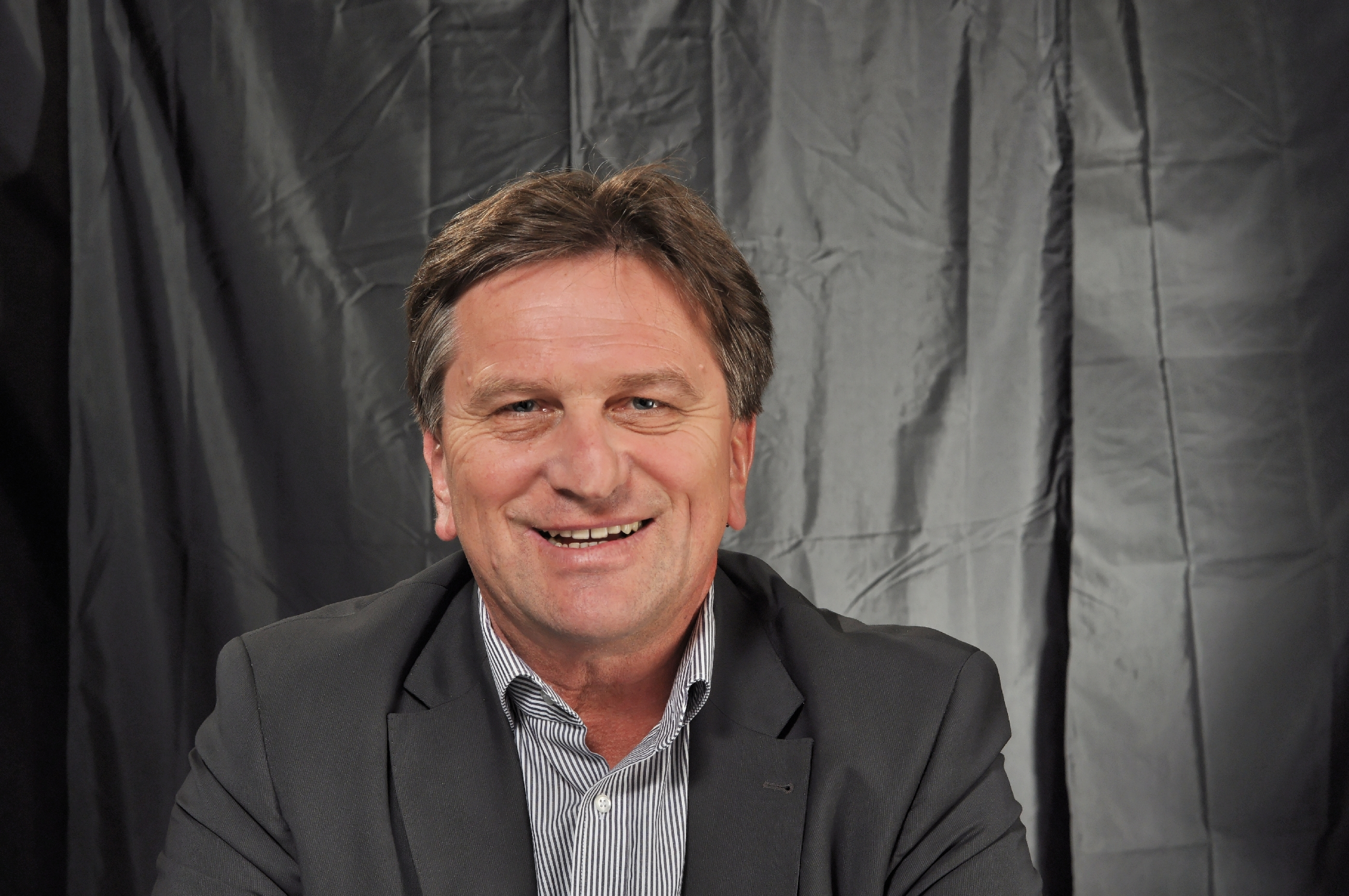
Manfred Lucha 2013

Manfred „Manne“ Lucha (* 13. März 1961 in Garching an der Alz) ist ein deutscher Politiker (Bündnis 90/Die Grünen) und seit April 2011 Abgeordneter im Landtag von Baden-Württemberg für den Wahlkreis Ravensburg. Seit dem 12. Mai 2016 ist er baden-württembergischer Minister für Soziales, Gesundheit und Integration.

## Ausbildung und Beruf
Lucha wuchs im bayerischen Altötting auf. Nach einer Lehre zum Chemiewerker und dem Zivildienst im Jugendhaus Weingarten machte Manfred Lucha die Mittlere Reife und eine Ausbildung zum Krankenpfleger am Psychiatrischen Landeskrankenhaus Weißenau. Er holte die Fachhochschulreife nach und studierte Sozialarbeit mit Abschluss Diplom an der FH Weingarten. 2005 absolvierte er ebenfalls in Weingarten das Masterstudium Management im Sozial- und Gesundheitswesen. Er war fachlicher Leiter des gemeindepsychiatrischen Zentrums Pauline 13 in Friedrichshafen. Lucha ist Sprecher des gemeindepsychiatrischen Verbundes Bodenseekreis und stellvertretender Bundesvorsitzender der Bundesarbeitsgemeinschaft gemeindepsychiatrischer Verbünde.

## Politik
Manfred Lucha gehört seit 1979 der Partei Die Grünen an. Von 1998 bis 2000 war er Mitglied des Landesvorstands der Grünen in Baden-Württemberg. Im Gemeinderat von Ravensburg hatte er von 1994 bis 2016 einen Sitz und war dort Fraktionsvorsitzender seiner Partei. Im Kreistag des Landkreises Ravensburg saß er seit 1999; dort war er stellvertretender Fraktionsvorsitzender. Bei den Bundestagswahlen 1990 und 1998 war er Kandidat der Grünen im Wahlkreis Ravensburg-Bodensee. Bei den Landtagswahlen 1996, 2001 und 2006 kandidierte er bei der Landtagswahl im Wahlkreis Ravensburg. Seit 2017 gehört er erneut dem Landesvorstand der Grünen in Baden-Württemberg an.
Bei der Landtagswahl 2011 errang er im Landtagswahlkreis Ravensburg ein Zweitmandat für den Landtag, das erste grüne Mandat für diesen Wahlkreis. Mit 26,1 % der Stimmen konnte er sein Ergebnis von 2006 verdoppeln und erhielt damit nach dem CDU-Kandidaten Rudolf Köberle die zweithöchste Stimmenanzahl im Wahlkreis. Von 2011 bis 2016 war Lucha Vorsitzender des Arbeitskreises Soziales der Grünen Landtagsfraktion und Mitglied im Petitionsausschuss. Bei der Landtagswahl 2016 erhöhte er seinen Stimmenanteil auf 33,1 %, überholte damit den CDU-Kandidaten August Schuler und errang das erste Direktmandat für die Grünen in Ravensburg. Gleichzeitig wurde er Minister für Soziales und Integration im Kabinett Kretschmann II. Seit 2016 ist er für Baden-Württemberg stellvertretendes Mitglied des deutschen Bundesrates. Bei der Landtagswahl 2021 konnte er sein Direktmandat mit 33,1 Prozent der Stimmen verteidigen. Auch im Kabinett Kretschmann III ist er als Minister für Soziales, Gesundheit und Integration vertreten. Bei der Landtagswahl 2026 tritt er nicht erneut an.

## Kontroversen

### Verdacht der Vorteilnahme
Im Rahmen von Gesprächen über eine Verlängerung eines gemeinnützigen Projektes der „Stiphtung [sic] Christoph Sonntag“ ließen sich Manfred Lucha und sein Sohn von Christoph Sonntag im Dezember 2018 und Januar 2019 zu zwei Abendessen einladen, ohne dies zu melden. In einer Textnachricht schrieb Christoph Sonntag anschließend an Luchas Sohn: „Er (Manfred Lucha) wird auf der Quittung nicht auftauchen, muss sich also keine Sorgen machen.“ Die Staatsanwaltschaft Stuttgart leitete Ermittlungen wegen des Verdachtes der Vorteilnahme in zwei Fällen ein. Die Ermittlungen wurden nach Zahlung einer Geldauflage von 2500 Euro eingestellt, damit ist Manfred Lucha nicht vorbestraft.

### Position gegenüber Homöopathie und Esoterik
Manfred Lucha hat sich mehrfach für die Beibehaltung der Kostenübernahme von Homöopathie durch Krankenkassen ausgesprochen und die akademische Verankerung von Naturheilkunde begrüßt. Entgegen parteiinterner und externer Kritik bezeichnete er Anthroposophie und Homöopathie als Markenkern der Partei Bündnis 90/Die Grünen. Im August 2022 sorgte Lucha für Kritik, als er sich bei dem Thema Homöopathie gegen die Ärztekammer Baden-Württemberg positionierte. Diese kündigte an, die Zusatzweiterbildung im Bereich Homöopathie aus dem ärztlichen Weiterbildungskatalog zu streichen. Doch Gesundheitsminister Lucha ließ verlauten, er glaube weiterhin an die Wirkung der Homöopathie, und kündigte eine rechtliche Überprüfung des Beschlusses an, da das Gesundheitsministerium die rechtliche Fachaufsicht über die Ärztekammer besitzt. Kritisiert wurde Gesundheitsminister Lucha von der Grünen-Bundesvorsitzenden Ricarda Lang, der Ärztekammer Baden-Württemberg sowie Gesundheitsministern anderer Bundesländer. Die Landesvorsitzende der Grünen Baden-Württemberg, Lena Schwelling, pflichtete dem grünen Gesundheitsminister bei. Sie fordert den Erhalt von Homöopathie im Leistungskatalog der gesetzlichen Krankenkassen. Dafür wurde ihr von der Grünen-Bundestagsabgeordneten und Ärztin, Paula Piechotta, „Esoterik“ sowie der Angriff auf „wissenschaftsbasierte Entscheidungen“ vorgehalten.

### Konflikt mit der Stadt Heidelberg um den Faulen Pelz
Die Pläne des Landes, das ehemalige Gefängnis Fauler Pelz übergangsweise zur Therapie suchtkranker Gewaltstraftäter zu nutzen, stieß auf Kritik in Heidelberg. Die Mitglieder des Gemeinderates warfen Lucha vor, zu wenig in die Planungen einbezogen worden zu sein. Zudem forderte das Bauamt der Stadt ein Artenschutzgutachten, da sich Fledermäuse in dem Gebäude eingenistet haben. Der Stadtrat entschied am 11. August 2022, den Bauantrag des Landes um ein Jahr zurückzustellen. Lucha attackierte daraufhin die Stadtspitze in scharfer Form. SPD und FDP im Land kritisierten Lucha für seine verbalen Entgleisungen und für sein Zögern im Maßregelvollzug, die die Krise verursacht habe.

## Familie und Privates
Manfred Lucha lebt in Ravensburg. Er ist verheiratet mit Ulrike Lucha und hat eine Tochter und einen Sohn.
Im Tatort „Todesspiel“ spielte er 2014 unter der Regie von Jürgen Bretzinger eine Nebenrolle.